# Église Sainte-Monique de Footscray
L’église Sainte-Monique (anglais : St Monica’s Church) est un édifice religieux catholique de la seconde moitié du XIXe siècle situé à Melbourne, en Australie.

## Situation et accès
L’édifice est situé au no 2 de la rue Wingfield, à l’angle de la rue Whitehall, dans la banlieue de Footscray (en), à l’est de la Ville de Maribyrnong, et plus largement à l’ouest de la ville de Melbourne.

## Histoire

### Première pierre
La cérémonie de pose de la première pierre a lieu le 6 juillet 1873 par l’évêque de Melbourne James Alipius Goold (en).

## Structure

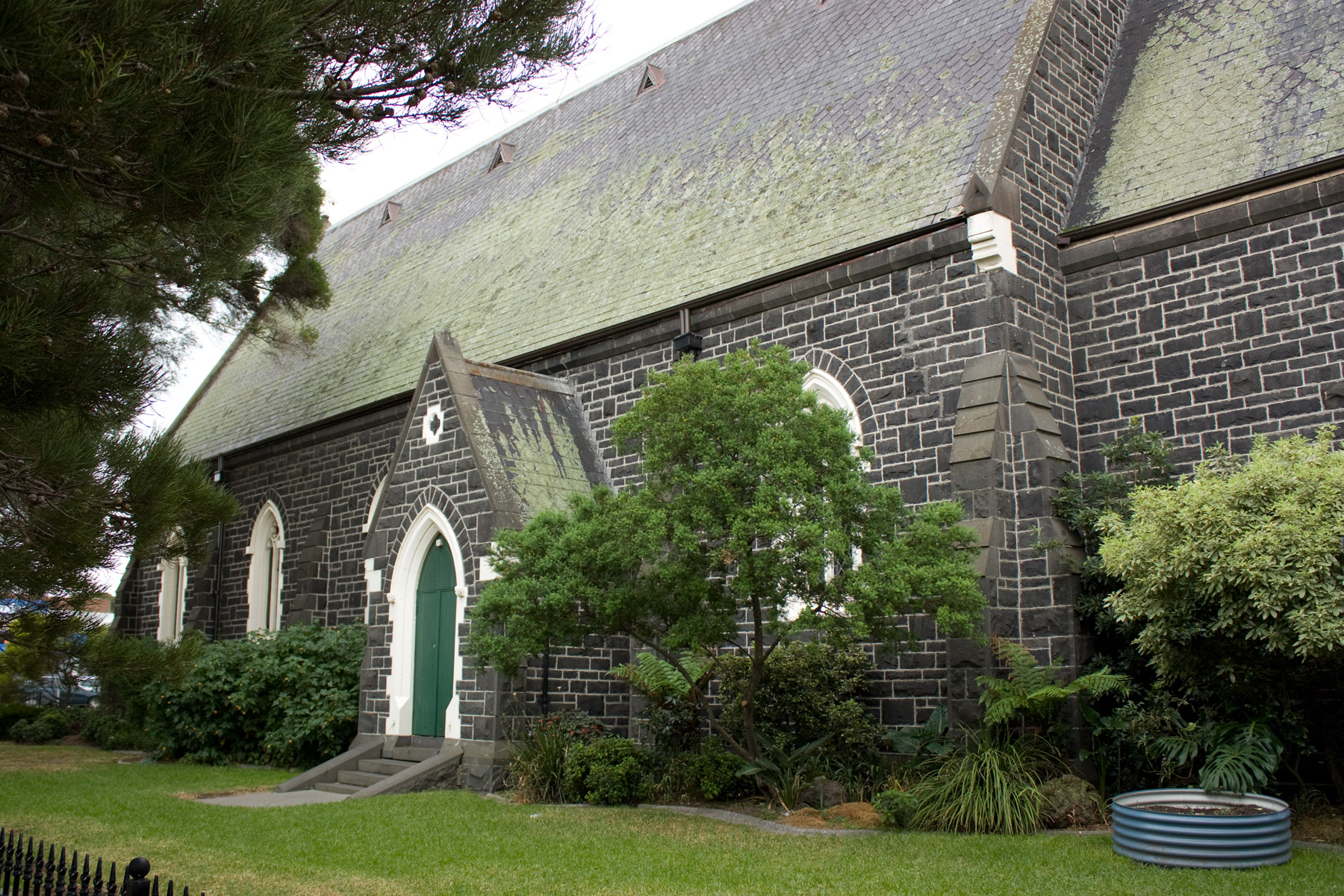
Façade sud depuis la rue Wingfield, en avril 2010.

L'édifice est construit en basalte (appelé « pierre bleue » localement). Les façades s'accompagnent de vitraux fabriqués par Ferguson and Urie.